# قائمة ملاعب كأس العالم
هذه قائمة ملاعب كأس العالم من عام 1986 الى العام 2022، ولدى الاتحاد الدولي لكرة القدم متطلبات توجيهية صارمة على الملعب منذ عام 2001. يجب أن تبلغ سعة الملاعب ما لا يقل عن 40000، ويجب ألا يقل عدد الملاعب التي تستضيف دور الثمانية عن 60000، ويجب أن يكون لدى الملعب الذي يستضف حفل الافتتاح والمباراة النهائية أن يكون ما لا يقل عن 80000. بالإضافة إلى ذلك، يجب أن يكون لدى الملاعب أقل عدد ممكن من حوامل كاميرات التلفزيون ومناطق الوسائط وأن تكون خالية من الإعلانات طوال كأس العالم. ويشمل ذلك أسماء الملاعب - على سبيل المثال، خلال كأس العالم 2006 تم تغيير الملاعب الألمانية مثل أليانز أرينا «استاد كأس العالم لكرة القدم - ميونيخ» لأسباب الترخيص.

## الإحصائيات
- أكثر ملعب استضاف مباريات في كأس العالم: ملعب أزتيكا (19 - 10 مباريات في 1970 و 9 مباريات في 1986)
- أكثر ملعب استضاف مباريات افتتاحية في كأس العالم: ملعب أزتيكا (2 - 1970 و 1986)
- أكثر ملعب استضاف مباريات نهائية في كأس العالم: ملعب أزتيكا (2 - 1970 و 1986)، استاد ماراكانا (2 - 1950 و 2014)
- أعلى نسبة حضور جماهيري: ملعب ماراكانا (173,850)[4]

## قائمة الملاعب

### كأس العالم 1986
| مدينة مكسيكو             | مدينة مكسيكو            | غوادالاخارا        | بويبلا، بويبلا    |
| ------------------------ | ----------------------- | ------------------ | ----------------- |
| ملعب أزتيكا              | الملعب الأولمبي الجامعي | ملعب خاليسكو       | ملعب كواتيموك     |
| السعة: 114,600           | السعة: 72,000           | السعة: 66,000      | السعة: 46,000     |
|                          |                         |                    |                   |
| سان نيكولاس دي لوس غارزا | سانتياغو دي كيريتارو    | مونتيري            | ليون              |
| ملعب الجامعة             | ملعب لا كوريجيدورا      | ملعب تيكنولوجيكو   | ملعب ليون         |
| السعة: 44,000            | السعة: 40,785           | السعة: 38,000      | السعة: 35,000     |
|                          |                         |                    |                   |
| سيوداد نيزاهيولكويتل     | ايرابواتو               | سابوبان، خاليسكو   | تولوكا            |
| ملعب نيزا 86             | ملعب سيرجيو ليون شافيز  | ملعب تريس دي مارزو | ملعب نيميسيو دييز |
| السعة: 35,000            | السعة: 32,000           | السعة: 30,000      | السعة: 30,000     |
|                          |                         |                    |                   |

### كأس العالم 1990
| روما                                                    | ميلانو | نابولي | تورينو                                                |
| ------------------------------------------------------- | --- | --- | ----------------------------------------------------- |
| ملعب أولمبيكو                                           | سان سيرو | ملعب سان باولو                                                                                                  | استاد ديلي ألبي                                       |
| 41°56′1.99″N 12°27′17.23″E / 41.9338861°N 12.4547861°E  | 45°28′40.89″N 9°7′27.14″E / 45.4780250°N 9.1242056°E                                                            | 40°49′40.68″N 14°11′34.83″E / 40.8279667°N 14.1930083°E                                                         | 45°06′34.42″N 7°38′28.54″E / 45.1095611°N 7.6412611°E |
| استيعاب: 84,800                                         | استيعاب: 83,407                                                                                                 | استيعاب: 83,311                                                                                                 | استيعاب: 71,362                                       |
|                                                         | | |                                                       |
| باري                                                    | روما ميلانو نابولي تورينو باري فيرونا فلورنسا كالياري بولونيا أوديني باليرمو جنوةقائمة ملاعب كأس العالم (Italy) | روما ميلانو نابولي تورينو باري فيرونا فلورنسا كالياري بولونيا أوديني باليرمو جنوةقائمة ملاعب كأس العالم (Italy) | فيرونا                                                |
| ملعب سان نيكولا                                         | روما ميلانو نابولي تورينو باري فيرونا فلورنسا كالياري بولونيا أوديني باليرمو جنوةقائمة ملاعب كأس العالم (Italy) | روما ميلانو نابولي تورينو باري فيرونا فلورنسا كالياري بولونيا أوديني باليرمو جنوةقائمة ملاعب كأس العالم (Italy) | ملعب مارك أنتونيو بينتجودي                            |
| 41°5′5.05″N 16°50′24.26″E / 41.0847361°N 16.8400722°E   | روما ميلانو نابولي تورينو باري فيرونا فلورنسا كالياري بولونيا أوديني باليرمو جنوةقائمة ملاعب كأس العالم (Italy) | روما ميلانو نابولي تورينو باري فيرونا فلورنسا كالياري بولونيا أوديني باليرمو جنوةقائمة ملاعب كأس العالم (Italy) | 45°26′7.28″N 10°58′7.13″E / 45.4353556°N 10.9686472°E |
| استيعاب: 58,270                                         | روما ميلانو نابولي تورينو باري فيرونا فلورنسا كالياري بولونيا أوديني باليرمو جنوةقائمة ملاعب كأس العالم (Italy) | روما ميلانو نابولي تورينو باري فيرونا فلورنسا كالياري بولونيا أوديني باليرمو جنوةقائمة ملاعب كأس العالم (Italy) | استيعاب: 43,216                                       |
|                                                         | روما ميلانو نابولي تورينو باري فيرونا فلورنسا كالياري بولونيا أوديني باليرمو جنوةقائمة ملاعب كأس العالم (Italy) | روما ميلانو نابولي تورينو باري فيرونا فلورنسا كالياري بولونيا أوديني باليرمو جنوةقائمة ملاعب كأس العالم (Italy) |                                                       |
| فلورنسا                                                 | روما ميلانو نابولي تورينو باري فيرونا فلورنسا كالياري بولونيا أوديني باليرمو جنوةقائمة ملاعب كأس العالم (Italy) | روما ميلانو نابولي تورينو باري فيرونا فلورنسا كالياري بولونيا أوديني باليرمو جنوةقائمة ملاعب كأس العالم (Italy) | كالياري                                               |
| ملعب أرتيميو فرانتشي (فلورنسا)                          | روما ميلانو نابولي تورينو باري فيرونا فلورنسا كالياري بولونيا أوديني باليرمو جنوةقائمة ملاعب كأس العالم (Italy) | روما ميلانو نابولي تورينو باري فيرونا فلورنسا كالياري بولونيا أوديني باليرمو جنوةقائمة ملاعب كأس العالم (Italy) | ملعب سانت إليا                                        |
| 43°46′50.96″N 11°16′56.13″E / 43.7808222°N 11.2822583°E | روما ميلانو نابولي تورينو باري فيرونا فلورنسا كالياري بولونيا أوديني باليرمو جنوةقائمة ملاعب كأس العالم (Italy) | روما ميلانو نابولي تورينو باري فيرونا فلورنسا كالياري بولونيا أوديني باليرمو جنوةقائمة ملاعب كأس العالم (Italy) | 39°11′57.82″N 9°8′5.83″E / 39.1993944°N 9.1349528°E   |
| استيعاب: 49,000                                         | روما ميلانو نابولي تورينو باري فيرونا فلورنسا كالياري بولونيا أوديني باليرمو جنوةقائمة ملاعب كأس العالم (Italy) | روما ميلانو نابولي تورينو باري فيرونا فلورنسا كالياري بولونيا أوديني باليرمو جنوةقائمة ملاعب كأس العالم (Italy) | استيعاب: 44,200                                       |
|                                                         | روما ميلانو نابولي تورينو باري فيرونا فلورنسا كالياري بولونيا أوديني باليرمو جنوةقائمة ملاعب كأس العالم (Italy) | روما ميلانو نابولي تورينو باري فيرونا فلورنسا كالياري بولونيا أوديني باليرمو جنوةقائمة ملاعب كأس العالم (Italy) |                                                       |
| بولونيا (إميليا رومانيا)                                | أوديني | باليرمو | جنوة                                                  |
| ملعب ريناتو دالارا                                      | ملعب فريولي | Stadio La Favorita                                                                                              | ملعب لويجي فيراريس                                    |
| 44°29′32.33″N 11°18′34.80″E / 44.4923139°N 11.3096667°E | 46°4′53.77″N 13°12′0.49″E / 46.0816028°N 13.2001361°E                                                           | 38°9′9.96″N 13°20′32.19″E / 38.1527667°N 13.3422750°E                                                           | 44°24′59.15″N 8°57′8.74″E / 44.4164306°N 8.9524278°E  |
| استيعاب: 41,200                                         | استيعاب: 42,311                                                                                                 | استيعاب: 40,632                                                                                                 | استيعاب: 44,800                                       |
|                                                         | | |                                                       |

### كأس العالم 1994
| باسادينا، كاليفورنيا (لوس أنجلوس، ولاية كاليفورنيا) | بونتياك (ميشيغان) (ديترويت، ولاية ميشيغان) | ستانفرد، كاليفورنيا (سان فرانسيسكو، ولاية كاليفورنيا) | شرق راذرفورد (نيويورك، ولاية نيويورك) |
| --------------------------------------------------- | --- | --- | --- |
| ملعب روس بول                                        | ملعب سيلفردوم | ملعب جامعة ستانفورد | ملعب جاينتس |
| 34°9′41″N 118°10′3″W / 34.16139°N 118.16750°W       | 42°38′45″N 83°15′18″W / 42.64583°N 83.25500°W | 37°26′4″N 122°9′40″W / 37.43444°N 122.16111°W | 40°48′44″N 74°4′37″W / 40.81222°N 74.07694°W |
| السعة: 91,794                                       | السعة: 77,557 | السعة: 80,906 | السعة: 75,338 |
|                                                     | | | |
| أورلاندو                                            | باسادينا، كاليفورنيا بونتياك (ميشيغان) ستانفرد، كاليفورنيا شرق راذرفورد أورلاندو (فلوريدا) شيكاغو دالاس، تكساس فوكسبوروه واشنطن العاصمةقائمة ملاعب كأس العالم (USA) | باسادينا، كاليفورنيا بونتياك (ميشيغان) ستانفرد، كاليفورنيا شرق راذرفورد أورلاندو (فلوريدا) شيكاغو دالاس، تكساس فوكسبوروه واشنطن العاصمةقائمة ملاعب كأس العالم (USA) | باسادينا، كاليفورنيا بونتياك (ميشيغان) ستانفرد، كاليفورنيا شرق راذرفورد أورلاندو (فلوريدا) شيكاغو دالاس، تكساس فوكسبوروه واشنطن العاصمةقائمة ملاعب كأس العالم (USA) |
| ملعب فلوريدا سيتريوس باول                           | باسادينا، كاليفورنيا بونتياك (ميشيغان) ستانفرد، كاليفورنيا شرق راذرفورد أورلاندو (فلوريدا) شيكاغو دالاس، تكساس فوكسبوروه واشنطن العاصمةقائمة ملاعب كأس العالم (USA) | باسادينا، كاليفورنيا بونتياك (ميشيغان) ستانفرد، كاليفورنيا شرق راذرفورد أورلاندو (فلوريدا) شيكاغو دالاس، تكساس فوكسبوروه واشنطن العاصمةقائمة ملاعب كأس العالم (USA) | باسادينا، كاليفورنيا بونتياك (ميشيغان) ستانفرد، كاليفورنيا شرق راذرفورد أورلاندو (فلوريدا) شيكاغو دالاس، تكساس فوكسبوروه واشنطن العاصمةقائمة ملاعب كأس العالم (USA) |
| 28°32′21″N 81°24′10″W / 28.53917°N 81.40278°W       | باسادينا، كاليفورنيا بونتياك (ميشيغان) ستانفرد، كاليفورنيا شرق راذرفورد أورلاندو (فلوريدا) شيكاغو دالاس، تكساس فوكسبوروه واشنطن العاصمةقائمة ملاعب كأس العالم (USA) | باسادينا، كاليفورنيا بونتياك (ميشيغان) ستانفرد، كاليفورنيا شرق راذرفورد أورلاندو (فلوريدا) شيكاغو دالاس، تكساس فوكسبوروه واشنطن العاصمةقائمة ملاعب كأس العالم (USA) | باسادينا، كاليفورنيا بونتياك (ميشيغان) ستانفرد، كاليفورنيا شرق راذرفورد أورلاندو (فلوريدا) شيكاغو دالاس، تكساس فوكسبوروه واشنطن العاصمةقائمة ملاعب كأس العالم (USA) |
| السعة: 61,219                                       | باسادينا، كاليفورنيا بونتياك (ميشيغان) ستانفرد، كاليفورنيا شرق راذرفورد أورلاندو (فلوريدا) شيكاغو دالاس، تكساس فوكسبوروه واشنطن العاصمةقائمة ملاعب كأس العالم (USA) | باسادينا، كاليفورنيا بونتياك (ميشيغان) ستانفرد، كاليفورنيا شرق راذرفورد أورلاندو (فلوريدا) شيكاغو دالاس، تكساس فوكسبوروه واشنطن العاصمةقائمة ملاعب كأس العالم (USA) | باسادينا، كاليفورنيا بونتياك (ميشيغان) ستانفرد، كاليفورنيا شرق راذرفورد أورلاندو (فلوريدا) شيكاغو دالاس، تكساس فوكسبوروه واشنطن العاصمةقائمة ملاعب كأس العالم (USA) |
|                                                     | باسادينا، كاليفورنيا بونتياك (ميشيغان) ستانفرد، كاليفورنيا شرق راذرفورد أورلاندو (فلوريدا) شيكاغو دالاس، تكساس فوكسبوروه واشنطن العاصمةقائمة ملاعب كأس العالم (USA) | باسادينا، كاليفورنيا بونتياك (ميشيغان) ستانفرد، كاليفورنيا شرق راذرفورد أورلاندو (فلوريدا) شيكاغو دالاس، تكساس فوكسبوروه واشنطن العاصمةقائمة ملاعب كأس العالم (USA) | باسادينا، كاليفورنيا بونتياك (ميشيغان) ستانفرد، كاليفورنيا شرق راذرفورد أورلاندو (فلوريدا) شيكاغو دالاس، تكساس فوكسبوروه واشنطن العاصمةقائمة ملاعب كأس العالم (USA) |
| شيكاغو، إلينوي                                      | دالاس، تكساس، تكساس | فوكسبوروه (بوسطن، ولاية ماساتشوستس) | واشنطن العاصمة |
| ملعب سولدر فيلد                                     | ملعب القطن | ملعب فوكسبورو | ملعب روبرت كينيدي التذكاري |
| 41°51′45″N 87°37′0″W / 41.86250°N 87.61667°W        | 32°46′47″N 96°45′35″W / 32.77972°N 96.75972°W | 42°5′33.72″N 71°16′2.79″W / 42.0927000°N 71.2674417°W | 38°53′23″N 76°58′18″W / 38.88972°N 76.97167°W |
| السعة: 63,117                                       | السعة: 63,998 | السعة: 53,644 | السعة: 53,142 |
|                                                     | | | |

### كأس العالم 1998
| سان دوني                                              | مارسيليا                                                                                            | باريس                                                                                               | ليون                                                                                                |
| ----------------------------------------------------- | --------------------------------------------------------------------------------------------------- | --------------------------------------------------------------------------------------------------- | --------------------------------------------------------------------------------------------------- |
| ملعب فرنسا                                            | ستاد فيلودروم                                                                                       | بارك دي برينس                                                                                       | ملعب جيرلان                                                                                         |
| 48°55′28″N 2°21′36″E / 48.92444°N 2.36000°E           | 43°16′11″N 5°23′45″E / 43.26972°N 5.39583°E                                                         | 48°50′29″N 2°15′11″E / 48.84139°N 2.25306°E                                                         | 45°43′26″N 4°49′56″E / 45.72389°N 4.83222°E                                                         |
| السعة: 80,000                                         | السعة: 60,000                                                                                       | السعة: 48,875                                                                                       | السعة: 44,000                                                                                       |
|                                                       | | | |
| لنس                                                   | سان دوني مارسيليا باريس لنس ليون نانت تولوز سانت إتيان بوردو مونبلييهقائمة ملاعب كأس العالم (فرنسا) | سان دوني مارسيليا باريس لنس ليون نانت تولوز سانت إتيان بوردو مونبلييهقائمة ملاعب كأس العالم (فرنسا) | سان دوني مارسيليا باريس لنس ليون نانت تولوز سانت إتيان بوردو مونبلييهقائمة ملاعب كأس العالم (فرنسا) |
| ملعب بولار دولولي                                     | سان دوني مارسيليا باريس لنس ليون نانت تولوز سانت إتيان بوردو مونبلييهقائمة ملاعب كأس العالم (فرنسا) | سان دوني مارسيليا باريس لنس ليون نانت تولوز سانت إتيان بوردو مونبلييهقائمة ملاعب كأس العالم (فرنسا) | سان دوني مارسيليا باريس لنس ليون نانت تولوز سانت إتيان بوردو مونبلييهقائمة ملاعب كأس العالم (فرنسا) |
| 50°25′58.26″N 2°48′53.47″E / 50.4328500°N 2.8148528°E | سان دوني مارسيليا باريس لنس ليون نانت تولوز سانت إتيان بوردو مونبلييهقائمة ملاعب كأس العالم (فرنسا) | سان دوني مارسيليا باريس لنس ليون نانت تولوز سانت إتيان بوردو مونبلييهقائمة ملاعب كأس العالم (فرنسا) | سان دوني مارسيليا باريس لنس ليون نانت تولوز سانت إتيان بوردو مونبلييهقائمة ملاعب كأس العالم (فرنسا) |
| السعة: 41,300                                         | سان دوني مارسيليا باريس لنس ليون نانت تولوز سانت إتيان بوردو مونبلييهقائمة ملاعب كأس العالم (فرنسا) | سان دوني مارسيليا باريس لنس ليون نانت تولوز سانت إتيان بوردو مونبلييهقائمة ملاعب كأس العالم (فرنسا) | سان دوني مارسيليا باريس لنس ليون نانت تولوز سانت إتيان بوردو مونبلييهقائمة ملاعب كأس العالم (فرنسا) |
|                                                       | سان دوني مارسيليا باريس لنس ليون نانت تولوز سانت إتيان بوردو مونبلييهقائمة ملاعب كأس العالم (فرنسا) | سان دوني مارسيليا باريس لنس ليون نانت تولوز سانت إتيان بوردو مونبلييهقائمة ملاعب كأس العالم (فرنسا) | سان دوني مارسيليا باريس لنس ليون نانت تولوز سانت إتيان بوردو مونبلييهقائمة ملاعب كأس العالم (فرنسا) |
| نانت                                                  | سان دوني مارسيليا باريس لنس ليون نانت تولوز سانت إتيان بوردو مونبلييهقائمة ملاعب كأس العالم (فرنسا) | سان دوني مارسيليا باريس لنس ليون نانت تولوز سانت إتيان بوردو مونبلييهقائمة ملاعب كأس العالم (فرنسا) | سان دوني مارسيليا باريس لنس ليون نانت تولوز سانت إتيان بوردو مونبلييهقائمة ملاعب كأس العالم (فرنسا) |
| ملعب دي لابيجيور                                      | سان دوني مارسيليا باريس لنس ليون نانت تولوز سانت إتيان بوردو مونبلييهقائمة ملاعب كأس العالم (فرنسا) | سان دوني مارسيليا باريس لنس ليون نانت تولوز سانت إتيان بوردو مونبلييهقائمة ملاعب كأس العالم (فرنسا) | سان دوني مارسيليا باريس لنس ليون نانت تولوز سانت إتيان بوردو مونبلييهقائمة ملاعب كأس العالم (فرنسا) |
| 47°15′20.27″N 1°31′31.35″W / 47.2556306°N 1.5253750°W | سان دوني مارسيليا باريس لنس ليون نانت تولوز سانت إتيان بوردو مونبلييهقائمة ملاعب كأس العالم (فرنسا) | سان دوني مارسيليا باريس لنس ليون نانت تولوز سانت إتيان بوردو مونبلييهقائمة ملاعب كأس العالم (فرنسا) | سان دوني مارسيليا باريس لنس ليون نانت تولوز سانت إتيان بوردو مونبلييهقائمة ملاعب كأس العالم (فرنسا) |
| السعة: 39,500                                         | سان دوني مارسيليا باريس لنس ليون نانت تولوز سانت إتيان بوردو مونبلييهقائمة ملاعب كأس العالم (فرنسا) | سان دوني مارسيليا باريس لنس ليون نانت تولوز سانت إتيان بوردو مونبلييهقائمة ملاعب كأس العالم (فرنسا) | سان دوني مارسيليا باريس لنس ليون نانت تولوز سانت إتيان بوردو مونبلييهقائمة ملاعب كأس العالم (فرنسا) |
|                                                       | سان دوني مارسيليا باريس لنس ليون نانت تولوز سانت إتيان بوردو مونبلييهقائمة ملاعب كأس العالم (فرنسا) | سان دوني مارسيليا باريس لنس ليون نانت تولوز سانت إتيان بوردو مونبلييهقائمة ملاعب كأس العالم (فرنسا) | سان دوني مارسيليا باريس لنس ليون نانت تولوز سانت إتيان بوردو مونبلييهقائمة ملاعب كأس العالم (فرنسا) |
| تولوز                                                 | سانت إتيان                                                                                          | بوردو                                                                                               | مونبلييه                                                                                            |
| ملعب تولوز البلدي                                     | ملعب جوفروا غيشار                                                                                   | ملعب شابان-دلماس                                                                                    | ملعب دي لا موسون                                                                                    |
| 43°34′59.93″N 1°26′2.57″E / 43.5833139°N 1.4340472°E  | 45°27′38.76″N 4°23′24.42″E / 45.4607667°N 4.3901167°E                                               | 44°49′45″N 0°35′52″W / 44.82917°N 0.59778°W                                                         | 43°37′19.85″N 3°48′43.28″E / 43.6221806°N 3.8120222°E                                               |
| السعة: 37,000                                         | السعة: 36,000                                                                                       | السعة: 35,200                                                                                       | السعة: 34,000                                                                                       |
|                                                       | | | |

### كأس العالم 2002
| سول | دايغو                                 | بوسان                                | إنتشون                                | ألسان                                      |
| --- | ------------------------------------- | ------------------------------------ | ------------------------------------- | ------------------------------------------ |
| ملعب سيئول كأس العالم السعة: 63,961                                                                                             | ملعب ديغو السعة: 68,014               | ملعب بوسان أسياد السعة: 55,982       | ملعب إنشيون مونهاك السعة: 52,179      | ملعب أولسان مونسو لكرة القدم السعة: 43,550 |
| |                                       |                                      |                                       |                                            |
| سوون | غوانغجو                               | جونجو                                | دايجون                                | جيجو                                       |
| ملعب سوون كأس العالم السعة: 43,188                                                                                              | ملعب كأس العالم غوانغجو السعة: 42,880 | ملعب جيونجو كأس العالم السعة: 42,391 | ملعب كأس العالم دايجيون السعة: 40,407 | ملعب كأس العالم جيجو السعة: 42,256         |
| |                                       |                                      |                                       |                                            |
| بوسان دايغو دايجون غوانغجو إنتشون جونجو جيجو (مقاطعة مستقلة خاصة) سول سوون ألسان (مدينة)قائمة ملاعب كأس العالم (كوريا الجنوبية) |                                       |                                      |                                       |                                            |

| يوكوهاما | سايتاما                                     | شيزوكا                               | أوساكا                          | مايغي                    |
| --- | ------------------------------------------- | ------------------------------------ | ------------------------------- | ------------------------ |
| ملعب يوكوهاما الدولي السعة: 70,000 | ملعب سايتاما 2002 السعة: 63,000             | ملعب شيزوكا السعة: 50,600            | ملعب ناغاي السعة: 50,000        | ملعب مياغي السعة: 49,000 |
| |                                             |                                      |                                 |                          |
| أويتا (أويتا) | نييغاتا، نييغاتا                            | كاشيما، إيباراكي                     | كوبه                            | سابورو                   |
| ملعب أويتا السعة: 43,000 | ملعب توهوكو دينريوكو بيغ سوان السعة: 42,300 | ملعب كاشيما لكرة القدم السعة: 42,000 | ملعب كوبه المنزلي السعة: 42,000 | قبة سابورو السعة: 42,000 |
| |                                             |                                      |                                 |                          |
| إيباراكي ‏ كوبه مياغي (محافظة) ملعب توهوكو دينريوكو بيغ سوان ملعب أويتا أوساكا ملعب سايتاما 2002 سابورو شيزوكا، شيزوكا يوكوهاماقائمة ملاعب كأس العالم (اليابان) |                                             |                                      |                                 |                          |

### كأس العالم 2006
| برلين                                                 | دورتموند | ميونخ | شتوتغارت                                              |
| ----------------------------------------------------- | --- | --- | ----------------------------------------------------- |
| الملعب الأولمبي                                       | سيغنال إيدونا بارك | أليانز أرينا | مرسيدس بنز أرينا                                      |
| 52°30′53″N 13°14′22″E / 52.51472°N 13.23944°E         | 51°29′33.25″N 7°27′6.63″E / 51.4925694°N 7.4518417°E                                                                               | 48°13′7.59″N 11°37′29.11″E / 48.2187750°N 11.6247528°E                                                                             | 48°47′32.17″N 9°13′55.31″E / 48.7922694°N 9.2320306°E |
| السعة: 72,000                                         | السعة: 65,000 | السعة: 66,000 | السعة: 52,000                                         |
|                                                       | | |                                                       |
| غلزنكيرشن                                             | برلين دورتموند ميونخ شتوتغارت غلزنكيرشن هامبورغ فرانكفورت كولن هانوفر لايبزيغ كايسرسلاوترن نورنبرغقائمة ملاعب كأس العالم (Germany) | برلين دورتموند ميونخ شتوتغارت غلزنكيرشن هامبورغ فرانكفورت كولن هانوفر لايبزيغ كايسرسلاوترن نورنبرغقائمة ملاعب كأس العالم (Germany) | هامبورغ                                               |
| فيلتينس أرينا                                         | برلين دورتموند ميونخ شتوتغارت غلزنكيرشن هامبورغ فرانكفورت كولن هانوفر لايبزيغ كايسرسلاوترن نورنبرغقائمة ملاعب كأس العالم (Germany) | برلين دورتموند ميونخ شتوتغارت غلزنكيرشن هامبورغ فرانكفورت كولن هانوفر لايبزيغ كايسرسلاوترن نورنبرغقائمة ملاعب كأس العالم (Germany) | ملعب فولكسبارك                                        |
| 51°33′16.21″N 7°4′3.32″E / 51.5545028°N 7.0675889°E   | برلين دورتموند ميونخ شتوتغارت غلزنكيرشن هامبورغ فرانكفورت كولن هانوفر لايبزيغ كايسرسلاوترن نورنبرغقائمة ملاعب كأس العالم (Germany) | برلين دورتموند ميونخ شتوتغارت غلزنكيرشن هامبورغ فرانكفورت كولن هانوفر لايبزيغ كايسرسلاوترن نورنبرغقائمة ملاعب كأس العالم (Germany) | 53°35′13.77″N 9°53′55.02″E / 53.5871583°N 9.8986167°E |
| السعة: 52,000                                         | برلين دورتموند ميونخ شتوتغارت غلزنكيرشن هامبورغ فرانكفورت كولن هانوفر لايبزيغ كايسرسلاوترن نورنبرغقائمة ملاعب كأس العالم (Germany) | برلين دورتموند ميونخ شتوتغارت غلزنكيرشن هامبورغ فرانكفورت كولن هانوفر لايبزيغ كايسرسلاوترن نورنبرغقائمة ملاعب كأس العالم (Germany) | السعة: 50,000                                         |
|                                                       | برلين دورتموند ميونخ شتوتغارت غلزنكيرشن هامبورغ فرانكفورت كولن هانوفر لايبزيغ كايسرسلاوترن نورنبرغقائمة ملاعب كأس العالم (Germany) | برلين دورتموند ميونخ شتوتغارت غلزنكيرشن هامبورغ فرانكفورت كولن هانوفر لايبزيغ كايسرسلاوترن نورنبرغقائمة ملاعب كأس العالم (Germany) |                                                       |
| فرانكفورت                                             | برلين دورتموند ميونخ شتوتغارت غلزنكيرشن هامبورغ فرانكفورت كولن هانوفر لايبزيغ كايسرسلاوترن نورنبرغقائمة ملاعب كأس العالم (Germany) | برلين دورتموند ميونخ شتوتغارت غلزنكيرشن هامبورغ فرانكفورت كولن هانوفر لايبزيغ كايسرسلاوترن نورنبرغقائمة ملاعب كأس العالم (Germany) | كولن                                                  |
| كومرزبانك أرينا                                       | برلين دورتموند ميونخ شتوتغارت غلزنكيرشن هامبورغ فرانكفورت كولن هانوفر لايبزيغ كايسرسلاوترن نورنبرغقائمة ملاعب كأس العالم (Germany) | برلين دورتموند ميونخ شتوتغارت غلزنكيرشن هامبورغ فرانكفورت كولن هانوفر لايبزيغ كايسرسلاوترن نورنبرغقائمة ملاعب كأس العالم (Germany) | ملعب راين إنرجي                                       |
| 50°4′6.86″N 8°38′43.65″E / 50.0685722°N 8.6454583°E   | برلين دورتموند ميونخ شتوتغارت غلزنكيرشن هامبورغ فرانكفورت كولن هانوفر لايبزيغ كايسرسلاوترن نورنبرغقائمة ملاعب كأس العالم (Germany) | برلين دورتموند ميونخ شتوتغارت غلزنكيرشن هامبورغ فرانكفورت كولن هانوفر لايبزيغ كايسرسلاوترن نورنبرغقائمة ملاعب كأس العالم (Germany) | 50°56′0.59″N 6°52′29.99″E / 50.9334972°N 6.8749972°E  |
| السعة: 48,000                                         | برلين دورتموند ميونخ شتوتغارت غلزنكيرشن هامبورغ فرانكفورت كولن هانوفر لايبزيغ كايسرسلاوترن نورنبرغقائمة ملاعب كأس العالم (Germany) | برلين دورتموند ميونخ شتوتغارت غلزنكيرشن هامبورغ فرانكفورت كولن هانوفر لايبزيغ كايسرسلاوترن نورنبرغقائمة ملاعب كأس العالم (Germany) | السعة: 45,000                                         |
|                                                       | برلين دورتموند ميونخ شتوتغارت غلزنكيرشن هامبورغ فرانكفورت كولن هانوفر لايبزيغ كايسرسلاوترن نورنبرغقائمة ملاعب كأس العالم (Germany) | برلين دورتموند ميونخ شتوتغارت غلزنكيرشن هامبورغ فرانكفورت كولن هانوفر لايبزيغ كايسرسلاوترن نورنبرغقائمة ملاعب كأس العالم (Germany) |                                                       |
| هانوفر                                                | لايبزيغ | كايسرسلاوترن | نورنبرغ                                               |
| أي دبليو دي-أرينا                                     | الملعب المركزي | ملعب فريتز والتر | ملعب نورنبرغ                                          |
| 52°21′36.24″N 9°43′52.31″E / 52.3600667°N 9.7311972°E | 51°20′44.86″N 12°20′53.59″E / 51.3457944°N 12.3482194°E                                                                            | 49°26′4.96″N 7°46′35.24″E / 49.4347111°N 7.7764556°E                                                                               | 49°25′34″N 11°7′33″E / 49.42611°N 11.12583°E          |
| السعة: 43,000                                         | السعة: 43,000 | السعة: 46,000 | السعة: 41,000                                         |
|                                                       | | |                                                       |

### كأس العالم 2010
في عام 2005، أصدر المنظمون قائمة مؤقتة تتكون من ثلاثة عشر مدينة مرشحة (في كل مدينة ملعب على الأقل) لاحتضان فعاليات كأس العالم وهي: بلومفونتين، كيب تاون، ديربان، جوهانسبرغ (ملعبين)، كيبمبرلي، كليركسدورب، نيلسبرويت، أوروكني، بولوكوان، بورت إليزابيث، بريتوريا، وروستنبورغ. خُفِّض عدد الملاعب إلى عشرة، أعلن الاتحاد الدولي لكرة القدم عنها رسميًا في 17 مارس 2006.
كانت هناك مخاوف من تأثير ارتفاع الملاعب عن سطح البحر على حركة الكرة، وعلى إنتاجية اللاعبين. حيث إن 6 ملاعب من أصل 10 اختيرت لضيافة الحدث ترتفع عن سطح البحر بـ 1200 متر، و تعد ملاعب مدينة جوهانسبرغ هي الأعلى بارتفاع يصل إلى 1750 متر. أما ترتيب الملاعب الباقية من حيث الارتفاع هي: ملعب سوكر سيتي وملعب إليس بارك، 1753م؛ ملعب رويال بافوكينغ، 1500م؛ ملعب فري ستيت، 1400م؛ ملعب بيتر موكابا، 1310م؛ ملعب لوفتوس فيرسفيلد، 1214م؛ ملعب مبومبيلا، 1660م؛ ملعب كيب تاون، ملعب موزيس مابيدا وملعب نيلسون مانديلا بالقرب من سطح البحر.
| جوهانسبرغ                                              | كيب تاون | ديربان | جوهانسبرغ                                              |
| ------------------------------------------------------ | --- | --- | ------------------------------------------------------ |
| سوكر سيتي                                              | ملعب كيب تاون | ملعب موزيس مابيدا | ملعب إليس بارك                                         |
| 26°14′5.27″S 27°58′56.47″E / 26.2347972°S 27.9823528°E | 33°54′12.46″S 18°24′40.15″E / 33.9034611°S 18.4111528°E                                                                         | 29°49′46″S 31°01′49″E / 29.82944°S 31.03028°E                                                                                   | 26°11′51.07″S 28°3′38.76″E / 26.1975194°S 28.0607667°E |
| السعة: 84,490                                          | السعة: 64,100 | السعة: 62,760 | السعة: 55,686                                          |
|                                                        | | |                                                        |
| بريتوريا                                               | جوهانسبرغ ديربان كيب تاون بريتوريا · بورت إليزابيث بلومفونتين بولوكوان روستنبورغ نيلسبرويتقائمة ملاعب كأس العالم (جنوب أفريقيا) | جوهانسبرغ ديربان كيب تاون بريتوريا · بورت إليزابيث بلومفونتين بولوكوان روستنبورغ نيلسبرويتقائمة ملاعب كأس العالم (جنوب أفريقيا) | بورت إليزابيث                                          |
| ملعب لوفتوس فيرسفيلد                                   | جوهانسبرغ ديربان كيب تاون بريتوريا · بورت إليزابيث بلومفونتين بولوكوان روستنبورغ نيلسبرويتقائمة ملاعب كأس العالم (جنوب أفريقيا) | جوهانسبرغ ديربان كيب تاون بريتوريا · بورت إليزابيث بلومفونتين بولوكوان روستنبورغ نيلسبرويتقائمة ملاعب كأس العالم (جنوب أفريقيا) | ملعب نيلسون مانديلا                                    |
| 25°45′12″S 28°13′22″E / 25.75333°S 28.22278°E          | جوهانسبرغ ديربان كيب تاون بريتوريا · بورت إليزابيث بلومفونتين بولوكوان روستنبورغ نيلسبرويتقائمة ملاعب كأس العالم (جنوب أفريقيا) | جوهانسبرغ ديربان كيب تاون بريتوريا · بورت إليزابيث بلومفونتين بولوكوان روستنبورغ نيلسبرويتقائمة ملاعب كأس العالم (جنوب أفريقيا) | 33°56′16″S 25°35′56″E / 33.93778°S 25.59889°E          |
| السعة: 42,858                                          | جوهانسبرغ ديربان كيب تاون بريتوريا · بورت إليزابيث بلومفونتين بولوكوان روستنبورغ نيلسبرويتقائمة ملاعب كأس العالم (جنوب أفريقيا) | جوهانسبرغ ديربان كيب تاون بريتوريا · بورت إليزابيث بلومفونتين بولوكوان روستنبورغ نيلسبرويتقائمة ملاعب كأس العالم (جنوب أفريقيا) | السعة: 42,486                                          |
|                                                        | جوهانسبرغ ديربان كيب تاون بريتوريا · بورت إليزابيث بلومفونتين بولوكوان روستنبورغ نيلسبرويتقائمة ملاعب كأس العالم (جنوب أفريقيا) | جوهانسبرغ ديربان كيب تاون بريتوريا · بورت إليزابيث بلومفونتين بولوكوان روستنبورغ نيلسبرويتقائمة ملاعب كأس العالم (جنوب أفريقيا) |                                                        |
| بولوكوان                                               | نيلسبرويت | بلومفونتين | روستنبورغ                                              |
| 23°55′29″S 29°28′08″E / 23.924689°S 29.468765°E        | 25°27′42″S 30°55′47″E / 25.46172°S 30.929689°E                                                                                  | 29°07′02.25″S 26°12′31.85″E / 29.1172917°S 26.2088472°E                                                                         | 25°34′43″S 27°09′39″E / 25.5786°S 27.1607°E            |
| ملعب بيتر موكابا                                       | ملعب مبومبيلا | ملعب فري ستيت | ملعب رويال بافوكينغ                                    |
| السعة: 41,733                                          | السعة: 40,929 | السعة: 40,911 | السعة: 38,646                                          |
|                                                        | | |                                                        |

جميع الملاعب التالية طُوِرت لتلبية مواصفات الفيفا:
| - ملعب سيسل باين - ملعب دوبسونفيل - ملعب غيلفاندال - ملعب جاينت - ملعب هيزيكيل موثيب بيتج - ملعب الملك زويليثيني - ملعب أوليمبيا بارك - ملعب أورلاندو | - ملعب الأميرة ماغوغو - ملعب رابي ريدج - ملعب راند - ملعب رويمسيغ - ملعب سيسا رامابودو - ملعب سوغر راي إكسولو - ملعب أتريدجفيل الخارق |

### كأس العالم 2014
في بداية الأمر تم ترشيح 18 مدينة لاستضافة منافسات بطولة كأس العالم 2014. وهم ريو دي جانيرو، برازيليا، بيلو هوريزونتي، فورتاليزا، بورتو أليغري، سالفادور، ماناوس، ريسيفي، ناتال، كويابا، كوريتيبا، ساوباولو، ريو برانكو، كامبو غراندي، بيليم، فلوريانوبوليس، غويانيا، ماسايوو كويابا.
و اقترح الاتحاد الدولي لكرة القدم أن لا تزيد المدن المستضيفة عن 10 مدن وأن لا تستضيف المدينة الواحدة أكثر من ملعبين. قدم رئيس الاتحاد البرازيلي لكرة القدم في ذلك الوقت ريكاردو تيكسيرا، اقتراحاً ينص على ترشيح اثني عشر المدن المضيفة، في كل مدينة منهم ملعب واحد يستضيف مباريات البطولة. وصرح أن هذا الاقتراح يصب في «مصلحة البلاد كلها». وعلى الرغم أن المقترح يتنافى مع شرط الفيفا إلا أنه تم الموافقة عليه من قبل اللجنة التنفيذية في الاتحاد الدولي لكرة القدم بشهر ديسمبر من عام 2008.
تم الإعلان عن المدن الإثني عشر الفائزة باستضافة فعاليات البطولة في 31 مايو 2009، بعدما رفضت مدن ريو برانكو، كامبو غراندي، بيليم، فلوريانوبوليس، غويانيا، ماسايوو كويابا. هذه المدن الإثني عشر تحديداً تتميز كل منها بكونها عاصمة محافظة التي تقع فيها، وبالتالي فهي تغطي جميع المناطق الرئيسية في البرازيل. وهذا عكس ما حدث تماماً في بطولة كأس العالم لكرة القدم 1950 عندما تركزت المباريات في منطقة الجنوب الشرقي وجنوب البرازيل. ونتيجة لذلك سيضطر أفراد المنتخبات المشاركة في البطولة للسفر لمسافات بعيدة للعب منافسات البطولة.
تم رصد ما يقارب 3.47 مليار دولار أمريكي من أجل مشاريع بناء وترميم الملاعب الإثني عشر. خمس من تلك الملاعب تم بنائها خصيصاً لمنافست كأس العالم وهي أرينا سيداد دا كوبا، ملعب كورينثيانز الجديد، ملعب آرينا داس دوناس، ملعب ميدان بنتانال وأرينا دا أمازونيا. في حين تم هدم ملعب برازيليا الوطني في العاصمة برازيليا، وإعادة بنائه من جديد، بينما باقي الملاعب الستة أُجري لها عملية إعادة ترميم على نطاق واسع.
اختير ملعب ماراكانا صاحب الرقم القياسي في الحضور الجماهيري والذي بلغ 200 ألف متفرج تقريباً في المباراة النهائية لبطولة كأس العالم لكرة القدم 1950، والواقع في ريو دي جانيرو لاستضافة المباراة النهائية. بينما اختير ملعب مورومبي ، الواقع في مدنية ساو باولو لاستضافة مباراة الافتتاح، لكن تم استبداله في عام 2010، وحل ملعب كورينثيانز الجديد بدلاً عنه بعد فشل توفير الضمانات المالية لتعديلات الملعب.
أول الملاعب الجديدة التي تم الانتهاء منها هو ملعب كاستيلاو في مدينة فورتاليزا، بعدما أصبح الملعب تحت الخدمة في يناير 2013. يذكر أن هناك 6 ملاعب تحت الخدمة، وهي الملاعب التي استضافت منافسات كأس القارات 2013. ومن المتوقع أن 6 ملاعب من الملاعب الإثني عشر لن يتم الانتهاء منها بالموعد النهائي الذي حدده الفيفا وهو 31 ديسمبر 2013. في جهة أخرى أعاق انهيار رافعة في ملعب كورينثيانز الجديد عملية تركيب السقف الأخير للملعب، وتسببت هذه الحادثة بانهيار جزء من مدرجات الملعب ومقتل اثنين من عمال البناء.
| بيلو هوريزونتي            | برازيليا | كويابا | كوريتيبا                  |
| ------------------------- | --- | --- | ------------------------- |
| ملعب مينيراو              | ملعب برازيليا الوطني | ميدان بنتانال | ملعب أرينا دي بايكسادا    |
| السعة: 58,170 (تم تجديده) | السعة: 69,349 (تم إعادة بناءه) | السعة: 41,112 (ملعب جديد) | السعة: 39,631 (تم تجديده) |
|                           | | |                           |
| فورتاليزا                 | بيلو هوريزونتي برازيليا فورتاليزا بورتو أليغري ساو باولو ريو دي جانيرو سالفادور ناتال كويابا كوريتيبا ماناوس ريسيفيقائمة ملاعب كأس العالم (البرازيل) | بيلو هوريزونتي برازيليا فورتاليزا بورتو أليغري ساو باولو ريو دي جانيرو سالفادور ناتال كويابا كوريتيبا ماناوس ريسيفيقائمة ملاعب كأس العالم (البرازيل) | ماناوس                    |
| كاستيلاو                  | بيلو هوريزونتي برازيليا فورتاليزا بورتو أليغري ساو باولو ريو دي جانيرو سالفادور ناتال كويابا كوريتيبا ماناوس ريسيفيقائمة ملاعب كأس العالم (البرازيل) | بيلو هوريزونتي برازيليا فورتاليزا بورتو أليغري ساو باولو ريو دي جانيرو سالفادور ناتال كويابا كوريتيبا ماناوس ريسيفيقائمة ملاعب كأس العالم (البرازيل) | أرينا دا أمازونيا         |
| السعة: 60,342 (تم تجديده) | بيلو هوريزونتي برازيليا فورتاليزا بورتو أليغري ساو باولو ريو دي جانيرو سالفادور ناتال كويابا كوريتيبا ماناوس ريسيفيقائمة ملاعب كأس العالم (البرازيل) | بيلو هوريزونتي برازيليا فورتاليزا بورتو أليغري ساو باولو ريو دي جانيرو سالفادور ناتال كويابا كوريتيبا ماناوس ريسيفيقائمة ملاعب كأس العالم (البرازيل) | السعة: 40,549 (ملعب جديد) |
|                           | بيلو هوريزونتي برازيليا فورتاليزا بورتو أليغري ساو باولو ريو دي جانيرو سالفادور ناتال كويابا كوريتيبا ماناوس ريسيفيقائمة ملاعب كأس العالم (البرازيل) | بيلو هوريزونتي برازيليا فورتاليزا بورتو أليغري ساو باولو ريو دي جانيرو سالفادور ناتال كويابا كوريتيبا ماناوس ريسيفيقائمة ملاعب كأس العالم (البرازيل) |                           |
| ناتال                     | بيلو هوريزونتي برازيليا فورتاليزا بورتو أليغري ساو باولو ريو دي جانيرو سالفادور ناتال كويابا كوريتيبا ماناوس ريسيفيقائمة ملاعب كأس العالم (البرازيل) | بيلو هوريزونتي برازيليا فورتاليزا بورتو أليغري ساو باولو ريو دي جانيرو سالفادور ناتال كويابا كوريتيبا ماناوس ريسيفيقائمة ملاعب كأس العالم (البرازيل) | بورتو أليغري              |
| آرينا داس دوناس           | بيلو هوريزونتي برازيليا فورتاليزا بورتو أليغري ساو باولو ريو دي جانيرو سالفادور ناتال كويابا كوريتيبا ماناوس ريسيفيقائمة ملاعب كأس العالم (البرازيل) | بيلو هوريزونتي برازيليا فورتاليزا بورتو أليغري ساو باولو ريو دي جانيرو سالفادور ناتال كويابا كوريتيبا ماناوس ريسيفيقائمة ملاعب كأس العالم (البرازيل) | ملعب بيرا-ريو             |
| السعة: 39,971 (ملعب جديد) | بيلو هوريزونتي برازيليا فورتاليزا بورتو أليغري ساو باولو ريو دي جانيرو سالفادور ناتال كويابا كوريتيبا ماناوس ريسيفيقائمة ملاعب كأس العالم (البرازيل) | بيلو هوريزونتي برازيليا فورتاليزا بورتو أليغري ساو باولو ريو دي جانيرو سالفادور ناتال كويابا كوريتيبا ماناوس ريسيفيقائمة ملاعب كأس العالم (البرازيل) | السعة: 43,394 (تم تجديده) |
|                           | بيلو هوريزونتي برازيليا فورتاليزا بورتو أليغري ساو باولو ريو دي جانيرو سالفادور ناتال كويابا كوريتيبا ماناوس ريسيفيقائمة ملاعب كأس العالم (البرازيل) | بيلو هوريزونتي برازيليا فورتاليزا بورتو أليغري ساو باولو ريو دي جانيرو سالفادور ناتال كويابا كوريتيبا ماناوس ريسيفيقائمة ملاعب كأس العالم (البرازيل) |                           |
| ريسيفي                    | ريو دي جانيرو | سالفادور | ساو باولو                 |
| سيداد دا كوبا             | ملعب ماراكانا | ملعب فونتي نوفا | ملعب كورينثيانز الجديد    |
| السعة: 42,610 (ملعب جديد) | السعة: 74,738 (تم تجديده) | السعة: 51,900 (تم تجديده) | السعة: 63,321 (ملعب جديد) |
|                           | | |                           |

### كأس العالم 2018
تم بناء وتجديد 12 ملعباً في 11 مدينة روسية من أجل استضافة نهائيات كأس العالم:
- مدينة سامارا: كوسموس أرينا (الطاقة الإستيعابية خلال كأس العالم: 44,918) بدأ البناء رسمياً في 21 يوليو 2014، وتم الانتهاء من المشروع في 21 أبريل 2018.
- مدينة نيجني نوفغورود: ملعب نيجني نوفغورود (الطاقة الإستيعابية خلال كأس العالم: 44,899) بدأ تشييد الملعب في عام 2015، واكتمل المشروع في ديسمبر 2017.[84]
- مدينة فولغوغراد: فولغوغراد أرينا (الطاقة الإستيعابية خلال كأس العالم: 45,568) بني الملعب في موقع الاستاد المركزي التي تم هدمه، عند سفح مجمع ماماييف كورغان التذكاري. واكتمل المشروع في 3 أبريل 2018.[85]
- مدينة يكاترينبورغ: ملعب سنترال (الطاقة الإستيعابية خلال كأس العالم: 35,696). تم تجديده لاستضافة كأس العالم. تم الانتهاء من مشروع في ديسمبر 2017.
- مدينة سارانسك: موردوفيا أرينا (الطاقة الإستيعابية خلال كأس العالم: 44,442) وكان من المقرر أن يتم الانتهاء من الملعب في 2012، ولكن تم إعادة جدولة الخطة، ليفتتح في عام 2017. استضاف الملعب أول مباراة رسمية في 21 أبريل 2018.
- مدينة روستوف-نا-دونو: روستوف أرينا (الطاقة الإستيعابية خلال كأس العالم: 45000) يقع الاستاد على الضفة اليسرى لنهر الدون. اكتمل بناء الملعب في 22 ديسمبر 2017.
- مدينة كالينينغراد: ملعب كالينينغراد (الطاقة الإستيعابية خلال كأس العالم: 35,212).بدأ تشييد الملعب في سبتمبر 2015. في 11 أبريل 2018 استضاف الملعب أول مباراة رسمية.
- مدينة كازان: كازان أرينا (الطاقة الإستيعابية خلال كأس العالم: 45,379). تم بناء الملعب لاستضافة فعاليات الألعاب الجامعية الصيفية 2013 وبطولة العالم للسباحة 2015. ثم تم تجديده مره أخرى لاستضافة فعاليات كأس القارات 2017 وكأس العالم 2018. وهو الملعب الرئيسي لنادي روبين كازان.
- العاصمة موسكو: أوتكريتيي أرينا (الطاقة الإستيعابية خلال كأس العالم: 45,360) هو الملعب الرئيسي لنادي سبارتاك موسكو. خلال بطولة كأس العالم 2018، سيطلق عليه اسم «ملعب سبارتاك» بدلاً من اسمه المعتاد «أوتكريتي أرينا». استضاف الملعب أول مباراة رسمية في 5 سبتمبر 2014.
- مدينة سوتشي: ملعب فيشت الأولمبي (الطاقة الإستيعابية خلال كأس العالم: 47,659) اتم تجديد الملعب كلياً من أجل استضافة الألعاب البارالمبية الشتوية 2014 والألعاب الأولمبية الشتوية 2014. ثم تم تجديده مره أخرى لاستضافة فعاليات كأس القارات 2017 وكأس العالم 2018.
- مدينة سانت بطرسبرغ: ملعب كريستوفسكي (الطاقة الإستيعابية خلال كأس العالم: 68,13) بدأ تشييد الملعب في عام 2007، وتم الانتهاء من المشروع رسميا في 29 ديسمبر 2016. استضاف الملعب مباريات كأس القارات 2017، وسيستضيف كذلك منافسات لكأس العالم 2018، ومنافسات بطولة أمم أوروبا 2020.[86]
- مدينة موسكو: ملعب لوجنيكي (الطاقة الإستيعابية خلال كأس العالم: 81,000) تم إغلاق أكبر ملعب في روسيا من أجل عمليات التجديد في عام 2013، وتم الانتهاء من المشروع رسمياً في نوفمبر 2017.

| موسكو            | موسكو | سان بطرسبرغ | سوتشي                          |
| ---------------- | --- | --- | ------------------------------ |
| ملعب لوجنيكي     | أوتكريتيي أرينا (ملعب سبارتاك) | ملعب كريستوفسكي (ملعب سان بطرسبرغ) | ملعب فيشت الأولمبي (ملعب فيشت) |
| السعة: 81,000    | السعة: 45,360 | السعة: 68,134 | السعة: 47,659                  |
|                  | | |                                |
| كازان            | موسكو سان بطرسبرغ كالينينغراد نيجني نوفغورود كازان سامارا فولغوغراد سارانسك سوتشي روستوف-نا-دونو يكاترينبورغقائمة ملاعب كأس العالم (روسيا الأوروبية) | موسكو سان بطرسبرغ كالينينغراد نيجني نوفغورود كازان سامارا فولغوغراد سارانسك سوتشي روستوف-نا-دونو يكاترينبورغقائمة ملاعب كأس العالم (روسيا الأوروبية) | سامارا                         |
| كازان أرينا      | موسكو سان بطرسبرغ كالينينغراد نيجني نوفغورود كازان سامارا فولغوغراد سارانسك سوتشي روستوف-نا-دونو يكاترينبورغقائمة ملاعب كأس العالم (روسيا الأوروبية) | موسكو سان بطرسبرغ كالينينغراد نيجني نوفغورود كازان سامارا فولغوغراد سارانسك سوتشي روستوف-نا-دونو يكاترينبورغقائمة ملاعب كأس العالم (روسيا الأوروبية) | كوسموس أرينا (ملعب سامارا)     |
| السعة: 45,379    | موسكو سان بطرسبرغ كالينينغراد نيجني نوفغورود كازان سامارا فولغوغراد سارانسك سوتشي روستوف-نا-دونو يكاترينبورغقائمة ملاعب كأس العالم (روسيا الأوروبية) | موسكو سان بطرسبرغ كالينينغراد نيجني نوفغورود كازان سامارا فولغوغراد سارانسك سوتشي روستوف-نا-دونو يكاترينبورغقائمة ملاعب كأس العالم (روسيا الأوروبية) | السعة: 44,918                  |
|                  | موسكو سان بطرسبرغ كالينينغراد نيجني نوفغورود كازان سامارا فولغوغراد سارانسك سوتشي روستوف-نا-دونو يكاترينبورغقائمة ملاعب كأس العالم (روسيا الأوروبية) | موسكو سان بطرسبرغ كالينينغراد نيجني نوفغورود كازان سامارا فولغوغراد سارانسك سوتشي روستوف-نا-دونو يكاترينبورغقائمة ملاعب كأس العالم (روسيا الأوروبية) |                                |
| فولغوغراد        | موسكو سان بطرسبرغ كالينينغراد نيجني نوفغورود كازان سامارا فولغوغراد سارانسك سوتشي روستوف-نا-دونو يكاترينبورغقائمة ملاعب كأس العالم (روسيا الأوروبية) | موسكو سان بطرسبرغ كالينينغراد نيجني نوفغورود كازان سامارا فولغوغراد سارانسك سوتشي روستوف-نا-دونو يكاترينبورغقائمة ملاعب كأس العالم (روسيا الأوروبية) | روستوف-نا-دونو                 |
| فولغوغراد أرينا  | موسكو سان بطرسبرغ كالينينغراد نيجني نوفغورود كازان سامارا فولغوغراد سارانسك سوتشي روستوف-نا-دونو يكاترينبورغقائمة ملاعب كأس العالم (روسيا الأوروبية) | موسكو سان بطرسبرغ كالينينغراد نيجني نوفغورود كازان سامارا فولغوغراد سارانسك سوتشي روستوف-نا-دونو يكاترينبورغقائمة ملاعب كأس العالم (روسيا الأوروبية) | روستوف أرينا                   |
| السعة: 45,568    | موسكو سان بطرسبرغ كالينينغراد نيجني نوفغورود كازان سامارا فولغوغراد سارانسك سوتشي روستوف-نا-دونو يكاترينبورغقائمة ملاعب كأس العالم (روسيا الأوروبية) | موسكو سان بطرسبرغ كالينينغراد نيجني نوفغورود كازان سامارا فولغوغراد سارانسك سوتشي روستوف-نا-دونو يكاترينبورغقائمة ملاعب كأس العالم (روسيا الأوروبية) | السعة: 45,000                  |
|                  | موسكو سان بطرسبرغ كالينينغراد نيجني نوفغورود كازان سامارا فولغوغراد سارانسك سوتشي روستوف-نا-دونو يكاترينبورغقائمة ملاعب كأس العالم (روسيا الأوروبية) | موسكو سان بطرسبرغ كالينينغراد نيجني نوفغورود كازان سامارا فولغوغراد سارانسك سوتشي روستوف-نا-دونو يكاترينبورغقائمة ملاعب كأس العالم (روسيا الأوروبية) |                                |
| كالينينغراد      | يكاترينبورغ | سارانسك | نيجني نوفغورود                 |
| ملعب كالينينغراد | ملعب سنترال (ملعب يكاترينبورغ) | موردوفيا أرينا | ملعب نيجني نوفغورود            |
| السعة: 35,212    | السعة: 35,696 | السعة: 44,442 | السعة: 44,899                  |
|                  | | |                                |

### كأس العالم 2022
كأس العالم في قطر 2022 سيستضاف بثمانية ملاعب، وتهدف هذه الملاعب إلى استخدام تقنية التبريد القادرة على خفض درجات الحرارة داخل الملعب بما يصل إلى 20 درجة مئوية (36 درجة فهرنهايت). وان الملاعب تعكس الجوانب التاريخية والثقافية للدولة. حيث سيشمل كل ملعب أربع أولويات وهي الإرث والراحة وإمكانية الوصول والاستدامة.
عملت قطر إلى بناء الملاعب بأعلى معايير الاستدامة والبيئية. حيث جهزت الملاعب بأنظمة تبريد صديقة للبيئة تتغلب على الطبيعة البيئية الصعبة للبلاد. تتمثل الخطة في بناء ملاعب مستدامة باستخدام مواد صديقة للبيئة ومعدات غير ضارة وحلول مستدامة بيئيًا من خلال تنفيذ حلول الطاقة المتجددة والمنخفضة.
| الدوحة             | الخور                              | لوسيل                              | الدوحة                    |
| ------------------ | ---------------------------------- | ---------------------------------- | ------------------------- |
| استاد الثمامة      | استاد البيت                        | استاد لوسيل                        | استاد المدينة التعليمية   |
| السعة: 40,000      | السعة: 60,000                      | السعة: 80,000 (ملعب جديد)          | السعة: 40,000 (تم تجديده) |
|                    |                                    |                                    |                           |
| الوكرة             | خريطة ملاعب كأس العالم 2022 في قطر | خريطة ملاعب كأس العالم 2022 في قطر | الدوحة                    |
| استاد الجنوب       | خريطة ملاعب كأس العالم 2022 في قطر | خريطة ملاعب كأس العالم 2022 في قطر | استاد 974                 |
| السعة: 40,000      | خريطة ملاعب كأس العالم 2022 في قطر | خريطة ملاعب كأس العالم 2022 في قطر | السعة: 40,000 (ملعب جديد) |
|                    | خريطة ملاعب كأس العالم 2022 في قطر | خريطة ملاعب كأس العالم 2022 في قطر |                           |
| الدوحة             | خريطة ملاعب كأس العالم 2022 في قطر | خريطة ملاعب كأس العالم 2022 في قطر | الريان                    |
| استاد خليفة الدولي | خريطة ملاعب كأس العالم 2022 في قطر | خريطة ملاعب كأس العالم 2022 في قطر | ملعب احمد بن علي          |
| السعة: 40,000      | خريطة ملاعب كأس العالم 2022 في قطر | خريطة ملاعب كأس العالم 2022 في قطر | السعة: 44,740             |
|                    | خريطة ملاعب كأس العالم 2022 في قطر | خريطة ملاعب كأس العالم 2022 في قطر |                           |